# مقاطعة إليوتينس إيست بورو (ألاسكا)
مقاطعة إليوتينس إيست بورو (بالإنجليزية: Aleutians East Borough, Alaska)‏ هي إحدى مقاطعات ولاية ألاسكا في الولايات المتحدة. تأسست سنة 1987، بلغ عدد سكانها 3141 نسمة في عام 2010 حسب إحصاء مكتب تعداد الولايات المتحدة .

## وصلات خارجية
- www.aleutianseast.org
- United States Counties